# サージ・タンキアン
サージ・タンキアン（Serj Tankian、アルメニア語:Սերժ Թանգյան、1967年8月21日 - ）は、レバノン・ベイルート生まれでアルメニア系アメリカ人のシンガーソングライター、詩人、マルチプレイヤー、音楽プロデューサー、政治活動家。システム・オブ・ア・ダウンのメンバーでリードボーカル、キーボード、作曲と様々をこなし、バンドとしてグラミー賞も得ている。なお最近は「アクシス・オブ・ジャスティス (Axis of Justice、正義の枢軸)」というプロジェクトも進めている。
2002年、レイジ・アゲインスト・ザ・マシーン/オーディオスレイヴのギタリストのトム・モレロとNPO団体「アクシス・オブ・ジャスティス」を立ち上げる。音楽的な活動歴としてはシステム・オブ・ア・ダウンで5枚のアルバム、ソロでも多数のアルバムを出している。

## 経歴
サージ・タンキアンはカチャドール・タンキアンの息子として1967年8月21日に生まれた。1975年に家族でアメリカのロサンゼルスに移住した。アメリカのスクールではマーケティングを学び、その後にソフトウェア会社「Ultimate Solutions」を立ち上げる。この会社は大成功したが、サージは情熱を音楽に集中させるために売り払った。
ダロン・マラキアンは1992年に、サージ・タンキアンと別のバンドとしてリハーサル・スタジオで初めて顔を合わせる。このときはサージはキーボードを、ダロンはリードボーカルを担当していた。彼らはジャムバンドとしてSoil（シカゴのバンドSoilとは別のもの）を作る。この時期にシャヴォ・オダジアンに会っている。1994年、一度のジャム・セッションのレコーディングと一度のライブを終えてメンバーのうちの2人が脱退した。
そのあとバンドは解散となり、ダロンとサージによって新しく「システム・オブ・ア・ダウン」が結成される。バンド名の由来はダロンのある詩のタイトル「Victim of the Down」からである。シャヴォが「Victim」より「System」のほうが広く聴衆にアピールできると考えていたことや、CDショップでスレイヤーの近くに自分らのCDを置きたいとのバンドの考えから、「Victim」をやめ「System」を使うようになった。シャヴォは当初はベースに加え、バンドのマネージャーやプロモーターも務めていた。ドラムはダロンの旧友が務めていたが手の負傷から、現在のジョン・ドルマヤンに変わっている。

## その他の活動
システム・オブ・ア・ダウンで活動していた間、ボーカリストとしていくつかのバンドに参加している。また自身のレコード会社であるサージカル・ストライク・レコードも持っている。その会社の最初のリリースは彼自身が関わったミニ・アルバム『セラート』で、アート・タンクボーイアジアン (Arto Tunçboyacıyan)という彼の友人のバンドによる作品である。
2007年、ゲーム音楽として『John Woo Presents Stranglehold』というゲームのために曲を書いている。曲名は「Stranglehold Rough 2」と「Pianoimprovstrangle 2」である。
さらに近年ではシステム・オブ・ア・ダウンとしてだけでなく、他のバンドのメンバーとも音楽活動もしている。
またトム・モレロ（レイジ・アゲインスト・ザ・マシーン、オーディオスレイヴのメンバー）とともに政治活動の団体「アクシス・オブ・ジャスティス (Axis of Justice、正義の枢軸)」を立ち上げた。
タンキアンはアルバム『エレクト・ザ・デッド』に続くセカンド・アルバムの制作をしており、2009年発売の予定であったが2010年までリリースが延期されており、ジャズやオーケストラの要素が入ると言われている。「Sounds of War」はコンサートのセットリストに入っており、ジャズ・フュージョンの要素が取り込まれていてセカンド・アルバムに入るであろうと言われていた。
セカンド・アルバムのリリースを予定したまま、先にライブ・アルバム『Elect the Dead Symphony』をリリースした。このライブはオークランド・フィルハーモニック・オーケストラを演奏に起用している。

## 動物の権利（Animal rights）
近年、タンキアンは動物の権利を保護する立場をとっている。彼はベジタリアンでもあり、産業的な食肉解体場には強い抵抗感を持っている。PETA（動物の倫理的扱いを求める人々の会）のインタビューでは変化を得るに至って感じた理由を述べている。
2009年7月、タンキアンはPETAのケンタッキーフライドチキン（KFC）の食肉処理に対する請願書にサインしている。

## ディスコグラフィ

### スタジオ・アルバム
- 『エレクト・ザ・デッド』 - Elect the Dead (2007年)
- 『インパーフェクト・ハーモニーズ』 - Imperfect Harmonies (2010年)
- 『切腹』 - Harakiri (2012年)
- Orca Symphony No. 1 (2013年)
- Fuktronic (2020年)
- Cool Gardens Poetry Suite (2021年)
- Cinématique Series: Illuminate (2021年)
- Cinématique Series: Violent Violins (2021年)

### ライブ・アルバム
- Elect the Dead Symphony (2010年)
- Live in Edmonton (2021年) ※with The F.C.C.
- Live at Leeds (2022年) ※with The F.C.C.

### システム・オブ・ア・ダウン
- 『システム・オブ・ア・ダウン』 - System Of A Down (1998年)
- 『毒性』 - Toxicity (2001年)
- 『スティール・ディス・アルバム!』 - Steal This Album! (2002年)
- 『メズマライズ』 - Mezmerize (2005年)
- 『ヒプノタイズ』 - Hypnotize (2005年)

### Jazz-Iz-Christ
- Jazz-Iz-Christ (2013年)

### コラボレーション・アルバム
- 『セラート』 - Serart (2003年) ※with アート・タンクボーイアジアン
- Enter the Chicken (2005年) ※with バケットヘッド
- Fuktronic (2020年) ※with ジミー・ユーリーン

### アクシス・オブ・ジャスティス
- Concert Series Volume 1 (2004年) ※オムニバス